# Campo Maior
Campo Maior és un municipi portuguès, situat al districte de Portalegre, a la regió d'Alentejo i a la subregió de l'Alto Alentejo. L'any 2006 tenia 8.342 habitants. Limita al nord i est amb Villar del Rey, al sud-est amb Elvas i a l'oest amb Arronches.

## Població
| Població del concelho de Campo Maior (1801 – 2004) | Població del concelho de Campo Maior (1801 – 2004) | Població del concelho de Campo Maior (1801 – 2004) | Població del concelho de Campo Maior (1801 – 2004) | Població del concelho de Campo Maior (1801 – 2004) | Població del concelho de Campo Maior (1801 – 2004) | Població del concelho de Campo Maior (1801 – 2004) | Població del concelho de Campo Maior (1801 – 2004) | Població del concelho de Campo Maior (1801 – 2004) |
| -------------------------------------------------- | -------------------------------------------------- | -------------------------------------------------- | -------------------------------------------------- | -------------------------------------------------- | -------------------------------------------------- | -------------------------------------------------- | -------------------------------------------------- | -------------------------------------------------- |
| 1801                                               | 1849                                               | 1900                                               | 1930                                               | 1960                                               | 1981                                               | 1991                                               | 2001                                               | 2004                                               |
| 4975                                               | 4416                                               | 6050                                               | 8234                                               | 9887                                               | 8549                                               | 8535                                               | 8387                                               | 8359                                               |

## Freguesies
- Nossa Senhora da Expectação (Campo Maior)
- Nossa Senhora da Graça dos Degolados
- São João Baptista (Campo Maior)